# Rosarium Petrović
Das Rosarium Petrović ist ein vom jugoslawischen Rosenzüchter Radoslav Petrović ab 1994 angelegter Rosengarten in Vrčin im Bezirk Grocka. Das Rosarium befindet sich 23 km südlich von Belgrad am Fuße des Avala-Berges. Das Rosarium hat sich auf die Sammlung von Alten Gartenrosen spezialisiert.

## Geschichte und Charakteristik des Rosariums
Das auf 8500 Quadratmetern angelegte Rosarium ist neben dem 1968 angelegten Rosarium Kis bei Pancevo der international renommierteste Rosenzuchtbetrieb und Rosengarten in Serbien. In dem als formaler Garten angelegten Rosarium sind fast 14.000 Rosenstöcke von 2600 verschiedenen Rosensorten angepflanzt worden. Der Schwerpunkt der Sammlung sind alte Rosensorten, vor allem aus dem 19. Jahrhundert und der ersten Hälfte des 20. Jahrhunderts. Zu den ersten Rosen, die im Rosarium angepflanzt wurden, zählen ‘Louise Odier’, ‘Ferdinand Pichard Camaieux’, ‘Baron Girod de L’Ain’, ‘Climbing Souvenir de la Malmaison’ und ‘Bourbon Queen’. Um die Finanzierung der Ankäufe neuer Rosensorten sicherzustellen, begann Radoslav Petrović mit der Züchtung, der Vermehrung und dem weltweiten Verkauf von Rosen.
Ergänzt wird heute die umfangreiche Sammlung des Rosariums von alten Rosen durch seltene Rosen sowie moderne Züchtungen unter anderem von über 200 Englischen Rosen, gezüchtet von David Austin, Züchtungen von Christopher Warner und Dominique Massad. Das Rosarium ist heute ein wichtiger Referenzgarten auf dem Balkan. Er liegt in der USDA-Klimazone 6b (durchschnittliche kälteste Jahrestemperatur −20,4 °C bis −17,4 °C).
Seit 2007 ist das Rosarium Petrović Mitglied im World Federation of Roses Societies Breeders'Club, dem 16 weitere, international erfolgreiche Rosenzüchter und Rosarien, wie unter anderem David Austin Roses oder Georges Delbard angehören.
Der Rosengarten Petrović ist für Besucher während der Rosenblüte zugänglich. Er ist darüber hinaus ein Teil der Gärtnerei des international renommierten Rosenzuchtbetriebs Petrović.